# Corylus ferox
Corylus ferox là một loài thực vật có hoa trong họ Betulaceae. Loài này được Wall. mô tả khoa học đầu tiên năm 1830.